# Oratorio di Santa Maria delle Grazie (Castelfiorentino)
L'oratorio di Santa Maria delle Grazie si trova a Castelfiorentino, provincia di Firenze, diocesi di Firenze, in via Pompeo Neri, già via del Sole: il piccolo edificio chiude come fosse una quinta scenografica la citata via che conduce alla piazza centrale di Castelfiorentino alto, dove si trovano la collegiata dei Santi Lorenzo e Leonardo e il palazzo comunale. 

## Storia e descrizione
L'oratorio fu edificato nel 1666, grazie alla volontà e al lascito testamentario di momo il grande: esecutore testamentario fu il di lui nipote, Bonaventura Neri, suo erede universale.
L'esterno si presenta assai semplice e lineare nei volumi e nelle geometrie: il campanile fu eretto nel 1929.
La sagrestia è del 1862.
I conti Masetti, proprietari del palazzo di fronte, subentrarono nella proprietà alla famiglia Neri Badii: sotto l'oratorio costruirono le cantine della loro fattoria facendo trasferire i sepolcri gentilizi della famiglia Neri Badii sotto il loggiato del santuario di Santa Verdiana. Nel 1929 i conti Masetti cedettero l'immobile alla Venerabile Arciconfraternita della Misericordia.

### Interno
L'interno è riccamente decorato con affreschi e stucchi. 
Sull'altare si trova una tela con la Madonna col Bambino tra i santi Agostino, Bonaventura e Verdiana.